# 淞隐漫录
《淞隐漫录》是清王韬刻印于光绪初年（1875年）的短篇小说集；各篇原发表在上海《申报》副刊《画报》，历时三年余。《淞隐漫录》的体裁和题材都仿照蒲松龄《聊斋志异》，但取材范围较《聊斋志异》广，包括多篇关于日本艺妓（《记日本女子阿传事》、《柳桥艳迹》、《桥北十七名花谱》、《东瀛才女》）和欧洲美女（《媚丽小传》）的故事。《淞隐漫录》是王韬“追忆三十年来所见所闻，可歌可愕之事，聊记十一，或触前尘，或发旧恨……时与泪痕狼籍相间。”（《自序》）

## 內容簡介
鲁迅在《中国小说史略》写道：“长洲王韬作《遁窟谰言》（同治元年成）《淞隐漫录》（光绪初成）《淞滨琐话》（光绪十三年序）各十二卷……其笔致又纯为《聊斋》者流，一时传布颇广远，然所记载，则已狐鬼渐希，而烟花粉黛之事渐盛”。其中烟花粉黛之事多是王韬三十年来亲身经历的，描写细致入微。
《媚丽小传》一篇故事有英译本。《淞隐漫录》共十二卷。
《自序》
- 卷一 《记日本女子阿传事》、《仙人岛》、《朱仙》、《莲贞仙子》等11篇。
- 卷二 《白秋英》、《周贞女》、《廖剑仙》等10篇。
- 卷三 《陆碧珊》、《三梦桥》、《毕志云》、《药娘》等11篇。
- 卷四 《仙谷》、《何华珍》、《女侠》等10篇。
- 卷五 《白素秋》、《阿怜阿爱》、《四奇人合传》等10篇。
- 卷六 《夜来香》、《剑仙聂碧云》、《李韵兰》等10篇。
- 卷七 《媚丽小传》、《返生草》等10篇。
- 卷八 《海底奇观》、《柳桥艳迹》、《桥北十七名花谱》、《泰西诸戏剧类记》等10篇。
- 卷九 《红芸别墅》、《梦游地狱》、《陈霞仙》等7篇。
- 卷十 《蛇妖》、《丁月卿校书小传》、《鹤媒》、《十二画神》等11篇。
- 卷十一 《东瀛才女》、《妙香》、《名优类志》、《三怪》等10篇。
- 卷十二 《月仙小传》、《花溪女史小传》、《燕剑秋》、《画船记艳》等11篇。

## 版本
- 《后聊斋志异图说》十二卷 （清）王韬撰. 上海积山局石印本，清光绪22年（1896）
- 《淞隐漫录》 十二卷 （清）尊闻阁王辑. 点石斋画报 清光绪23年（1897）

两种版本都有插图。

## 英译
- 《淞隐漫录·媚丽小传》, McAleavy (H): Wang T'Ao. The Life And Writings Of A Displaced Person. With A Translation Of 'Mei-Li Hsiao Chuan', A S